# مسجد میرزا علی‌اکبر
مسجد میرزا علی اکبر مربوط به دوره قاجار است و در اردبیل، میدان ساعت، خ۳۰ متری واقع شده و این اثر در تاریخ ۱۱ تیر ۱۳۷۵ با شمارهٔ ثبت ۱۷۴۲ به‌عنوان یکی از آثار ملی ایران به ثبت رسیده است.